# Lend-Lease Act
Lend-Lease Act, formellt An Act to Promote the Defense of the United States (Public law 77-11 H.R. 1776), eller låne- och uthyrningslagen, var en amerikansk lag som antogs den 11 mars 1941 under andra världskriget. Syftet var att möjliggöra för USA att trots sin neutralitet kunna överföra strategiskt viktiga råvaror och krigsmateriel, till exempel aluminium och fordon som Ford GPA, till Storbritannien och sedermera Kina och Sovjetunionen, antingen som lån eller mot kontant betalning via till exempel guld. Efter att USA blivit en öppet krigförande part i december 1941 utsträcktes programmet till att gälla alla allierade länder. Den största delen av leveranserna gick till Storbritannien (63 procent) och Sovjetunionen (22 procent).

## Lend-Lease till Sovjetunionen
Vad gäller den amerikanska hjälpen till Sovjetunionen spelade strategiska råvaror och framförallt transportfordon en viktigare roll än direkt krigsmateriel. Av mycket större vikt var radioapparater, aluminium, högoktanigt flygbränsle, lokomotiv, mat och lastbilar. Efter andra världskriget skickade Sovjetunionen många lånade lastbilar till Vladivostok, skrotade dem och skeppade dem tillbaka till utlånaren. Det bör nämnas att även Storbritannien skickade bistånd till Sovjetunionen, även om bidraget var av mindre storlek.
| Varor                              | Mängd från LL   | Mängd inhemsk produktion |
| ---------------------------------- | --------------- | ------------------------ |
| Flygplan                           | 6030            |                          |
| Stridsvagnar                       | 7 056           | 105 251                  |
| Terrängbilar                       | 51 503          |                          |
| Lastbilar                          | 375 883         | 265 000                  |
| Motorcyklar                        | 35 170          |                          |
| Traktorer                          | 8 071           |                          |
| Artilleripjäser                    | 8 218           |                          |
| Kulsprutor                         | 131 633         |                          |
| Sprängämnen                        | 345 735 ton     |                          |
| Byggnadsmaterial till ett värde av | $10 910 000     |                          |
| Järnvägsvagnar                     | 11 155          | 31 000                   |
| Lok                                | 1 981           | 92                       |
| Lastfartyg                         | 90              |                          |
| Ubåtsjaktfartyg                    | 105             |                          |
| Torpedbåtar                        | 197             |                          |
| Fartygsmaskiner                    | 7 784           |                          |
| Matvaror                           | 4 478 000 ton   |                          |
| Maskinutrustning till ett värde av | $1 078 965 000  |                          |
| Metallvaror                        | 802 000 ton     |                          |
| Petroleumprodukter                 | 2 670 000 ton   |                          |
| Kemikalier                         | 842 000 ton     |                          |
| Bomull                             | 106 893 000 ton |                          |
| Lädervaror                         | 49 860 ton      |                          |
| Däck                               | 3 786 000       |                          |
| Kängor                             | 15 417 001 par  |                          |

När programmet upphörde i september 1945 hade totalt 38 länder erhållit materiel och råvaror till ett värde av mer än 49 miljarder dollar. Huvuddelen av detta bistånd lämnades i form av gåvor; c:a 7,8 miljarder dollar återbetalades.